# Port lotniczy Iqaluit
Port lotniczy Iqaluit (IATA: YFB, ICAO: CYFB) – międzynarodowy port lotniczy położony w Iqaluit, w prowincji Nunavut, w Kanadzie.